# Zwilling J. A. Henckels
Pour les articles homonymes, voir Henckels.
Zwilling J. A. Henckels, plus communément appelé « Zwilling » est un coutelier allemand. La marque « Zwilling » est créée en 1731 à Solingen (Grünewalder Straße 14-22, Allemagne) par Peter Henckels de Solingen.

## Historique
Zwilling J. A. Henckels est une entreprise de renommée internationale. Elle possède des filiales aux États-Unis, au Canada, au Japon, en Chine, à Taïwan, en Espagne, au Danemark, aux Pays-Bas, en France, en Italie et en Suisse.
C'est une société anonyme dont le groupe Werhahn de Neuss est actionnaire unique depuis 1970.
À ce jour le président du conseil de surveillance est Anton Werhahn. Le directoire est composé de Claus Holst-Gydesen (PDG), Dr. Joachim Droese, Dr. Erich Schiffers, Achim Wolfgarten.
Le site de Solingen, en Allemagne, emploie 750 personnes. À travers le monde, le nombre de collaborateurs s'élève à 1650. 
La société a racheté le fabricant belge Demeyere, (fondé en 1908 : casseroles en inox) en mars 2008 et le fabricant français Staub (fondé en 1974 : fonderie, céramique) en juin 2008.